# Moscow Five
Moscow Five (М5) — российский киберспортивный проект мирового уровня, основанный в 2001 году Дмитрием Смилянцем, целью которого является популяризация киберспорта в России и СНГ.
В августе 2011 года дивизион по Dota 2 занял пятое место на крупнейшем турнире The International 2011. Также в 2011 году женская и мужская команды по Counter-Strike 1.6 заняли третье место на чемпионатах мира ESWC и WCG, соответственно.
В 2012 году состав по League of Legends завоевывает титул чемпионов мира по версии Intel Extreme Masters.

## О проекте
Одним из первых крупных достижений того периода стала победа на турнире Hitachi Extreme Championship Belgrade 2004.
В 2005 году деятельность проекта была приостановлена, однако в феврале 2011 года, Дмитрий «ddd1ms» Смелый вернул проект в жизнь, М5 вернулась на арену киберспорта.
Проект преследует такую задачу — создание и развитие интернет лиг по киберспорту, для его соответствующего развития. А также стремится вывести российские команды на мировой уровень.
В 2011 году мужская команда по Counter-Strike 1.6 стала бронзовым призёром чемпионата мира по версии WCG. Что в свою очередь является большим достижением для отечественного киберспорта, так как кроме «бронзы» Virtus.pro на ESWC 2004, первого места на ACON 5 и победы m19 на WCG 2002 года у российских команд на мировых чемпионатах медалей не было.
В данный момент имеет состав по дисциплине: CS:GO, FIFA.

## История
22-25 октября 2011 года женская команда по Counter-Strike 1.6 становится бронзовым призёром чемпионата мира по версии ESWC.
8-13 декабря 2011 года мужская команда по Counter-Strike 1.6 становится бронзовым призёром чемпионата мира по версии WCG.
17 февраля 2012 года прекратило существование Dota2 подразделение. Artstyle, NS, Dread, G и Santa с 17 февраля 2012 перешли под знамёна Darer DOTA2 team.
08 марта 2012. Не очень удачным стало выступление дивизиона Counter-Strike 1.6 на Intel Extreme Masters World Championship 2012. Выйдя из группы со второго места, в одной восьмой финала, команда уступила полякам из ESC Gaming на de_tuscan [16:14] и на de_nuke [16-5], и вылетала с турнира.
10 марта 2012 дивизион League of Legends завоевывает титул чемпионов мира по версии Intel Extreme Masters.
11 марта 2012 года проект покинул Александр «Xek» Зобков и его место занимает Роман «hacker» Абрамов.
17 марта 2012 года Станислава «Sa1nt» Зоткина, покинула команду и перешла в Virtus.Pro.
23 марта 2012 года Сергей Матвиенко становится куратором проекта М5.
27 марта 2012 года у проекта М5 снова появилось Dota2 подразделение.
04 июля 2012 года телевизионная развлекательно-познавательная программа Галилео канала СТС выпустила в свет серию (98 серия 12 сезона) «Киберспортсмены против игроков в Страйкбол».
28 июня 2012 года по делу о краже 160 000 000 номеров кредитных и дебетовых карт на отдыхе в Нидерландах был задержан «ddd1ms» — руководитель проекта M5.
13 августа 2012 года закрыто подразделение по Counter-Strike 1.6 Комментарий менеджера проекта:

«Counter-Strike состав это то, с чего все началось. Эти игроки стали фундаментом той организации, которая сейчас считается самой известной командой России. Сомневаюсь, что составы по League of Legends и DotA2 сейчас выступающие под тегом M5.BenQ могли бы существовать не будь Counter-Strike команды.

Вместе с этими игроками наша организация прошла долгий путь и эта дорога отнюдь не была легкой прогулкой. Трудности, которые мы преодолели вместе, награды завоеванные игроками, возможности, полученные благодаря совместной работе — это то, что сделал Counter-Strike состав для того, что бы Moscow Five стала одной из лучших организаций в мире компьютерного спорта. Я благодарен ребятам за проделанную ими работу и верю, что они смогут найти себя в жизни.»— Константин «groove» Пикинёр
06 сентября 2012 года после провального выступления на The International 2012 был расформирован состав дивизиона по DOTA2.
16 сентября 2012 года новой командой по Dota 2 стали бывшие игроки команды zNation.
01 ноября 2012 года просуществовав менее месяца расформирован состав Dota 2.
09 января 2013 года состав League of Legends переводят в организацию Gambit Gaming, и сама организация уходит в «инактив».
05 марта 2014 года появилась информация о строящемся в Москве киберспортивном центре и возможном воскрешении проекта.
08 августа 2014 года объявлено возрождение состава команды Moscow Five по игре DotA 2.
16 марта 2018 года сайт команды вновь начал функционировать.
29 ноября 2018 года состоялся анонс Moscow Five Academy, где будут обучать и вводить вводить новых игроков на PRO сцену по всем актуальным кибердисциплинам. Генеральным директором был назначен Мачулин «ee3hs» Дмитрий.
20 октября 2019 года основатель организации Moscow Five заявил о долгожданном создании состава по CS:GO, цель которого поднять кубок в 2020 году.
17 ноября 2019 года на официальном сайте Moscow Five состоялся анонс нового академического состава по CS:GO.

## Counter-Strike

### Counter-Strike: Global Offensive
Состав Moscow Five Academy с 17 ноября 2019 по 20 декабря 2020:
- Алексей «1uke» Зимин — капитан команды;
- Роман «Rommi» Голубев;
- Виктор "jmLogicser" Смирнов;
- Владислав «LavL» Лазарев;
- Андрей «d34dr0ck» Коновалов.

### Counter-Strike1.6 male
Подразделение расформировано 13 августа 2012 года.
Состав на август 2012 года:
-  Эдуард «ed1k» Иванов (Москва);
-  Роман «Romjke» Макаров (Москва);
-  Роман «Hacker» Абрамов (Москва);
-  Михаил «Dosia» Столяров (Уфа);
-  Сергей «Fox» Столяров (Уфа).

### Достижения
| Место | Турнир                           | Место проведения | Дата проведения | Призовые |
| 2011  | 2011                             | 2011             | 2011            | 2011     |
| ----- | -------------------------------- | ---------------- | --------------- | -------- |
| 2     | Intel Challenge Supercup #8      | Киев             | 8—9 июля        | $3 000   |
| 1     | WCG Russia 2011                  | Москва           | 3—4 сентября    | $6 000   |
| 5—8   | ESWC 2011                        | Париж            | 22—25 октября   | $2 000   |
| 1     | MSI Beat IT Russia 2011          | Киев             | 19—21 ноября    | $10 000  |
| 3     | World Cyber Games 2011           | Пусан            | 8—13 декабря    | $3 000   |
| 2012  |                                  |                  |                 |          |
| 3     | IEM VI Global Challenge Kiev     | Киев             | 19—22 января    | $4 500   |
| 5—6   | IEM VI World Championship Finals | Ганновер         | 7—11 марта      | $2 800   |

#### WCG 2011
Региональные отборочные в 2011 году проходили в 15 городах России и онлайн. М5 получили свою квоту, обыграв Virtus.pro и Tao на онлайн отборочных 6 августа.
Финал WCG RU Preliminaries 2011 проходил в Москве 3 и 4 сентября 2011 года. По результатам жеребьёвки М5 попали в группу А, из которой вышли с первого места, обыграв команды Dino и The Akatsuki со счётом 16:14 и 25:5 соответственно.
Турнирная сетка проходила в рамках Single Elimination Best of 3. В первом раунде М5 обыграли коллектив a-Gaming со счетом 2-0 по картам, во втором, команду Rigid, также обыграв на двух картах. В финале встретились коллективы Virtus.pro и Moscow Five. М5 одержали победу со счетом 2-1 по картам, за что получили $6 000, оплаченный проезд и квоту на финал WCG 2011 в Пусан.
В первом раунде сетки российский коллектив встретился с командой из Южной Кореи project kr, которую обыграл со счетом 16:9 на de_nuke и 16:7 на de_inferno. Во втором раунде российскому коллективу противостояла команда mandic, которая потерпела поражение 13:16 на de_inferno и 11:16 на de_nuke.

### Counter-Strike 1.6 female
- Софико «Son1a» Цаава;
- Алла «tATu» Курышева;
- Кристина «Melkaya» Вилямовская;
- Вероника «Vendetta» Албашеева;
- Таисия «Mosya» Ефимова.

Бывшие игроки Counter-Strike 1.6 female:
- Станислава «Sa1nt» Зоткина (до 17 марта 2012 года)[34].

#### Достижения
| Место | Турнир                  | Место проведения | Дата проведения         | Призовые      |
| ----- | ----------------------- | ---------------- | ----------------------- | ------------- |
|       | Girlz Open Cup 2012     | Киев             | 15 июля 2012 года       | $130          |
|       | Rockstar World Cup 2012 | Стокгольм        | 14-15 января 2012 года  | €5 625        |
|       | ESWC 2011               | Париж            | 22-25 октября 2011 года | $4 000        |
|       | ASUS Winter 2011        | Киев             | 24-27 февраля 2011 года | 25 000 рублей |

## League of Legends
В 2011 году состав Team Empire, завоевавший квоту на турнир Intel Extreme Masters VI сезона, переходит в возрождённую Дмитрием «ddd1ms» Смилянцем с целью выведения российских команд на мировой уровень организацию «Moscow Five». На Чемпионате мира 2012 года проходившем в Лос-Анджелесе с 10 сентября по 11 октября, «Moscow Five» заняли 3-е место, обогнав такие коллективы как «NaJin Sword», «Team SoloMid», «SK Gaming» и др.
Подразделение расформировано 9 января 2013 года.
Бывшие игроки League of Legends:
- Алексей «Alex_Ich» Ичетовкин;
- Данил «Diamond» Решетников;
- Евгений «Genja» Андрюшин;
- Евгений «Darien» Мазаев;
- Эдуард «GoSu Pepper» Абгарян.

### Достижения
| Место | Турнир                                 | Место проведения | Дата проведения           | Призовые |
| ----- | -------------------------------------- | ---------------- | ------------------------- | -------- |
| 1     | IEM VI Global Challenge Kiev           | Киев             | 19 — 22 января 2012 года  | $12 000  |
| 1     | IEM VI World Championship Finals       | Ганновер         | 6 — 10 марта 2012 года    | $50 000  |
| 1     | Absolute Legends — Absolute Pro League | online           | 30 апреля 2012 года       | $1 000   |
| 2     | Vengeance Cup                          | online           | 17 мая 2012 года          | $3 000   |
| 2     | ESL — Major Series IX                  | online           | 25 мая 2012 года          | 1 500 €  |
| 1     | SK Pro — Trophy May 2012               | online           | 2 — 3 июня 2012 года      | $700     |
| 2     | Medion Challenge                       | online           | 7 июня 2012 года          | призы    |
| 2     | DreamHack Summer 2012                  | Йёнчёпинг        | 17 — 18 июня 2012 года    | $10 000  |
| 1     | Absolute Arena Cup # 1                 | online           | 25 — 27 июня 2012 года    | 900 €    |
| 1     | in2LOL King of The Hill # 2            | online           | 2 июля 2012 года          | $500     |
| 1     | SK Pro — Trophy June 2012              | online           | 7 июля 2012 года          | $700     |
| 1     | in2LOL King of The Hill # 3            | online           | 9 июля 2012 года          | 500 €    |
| 1     | Absolute Arena Cup # 2                 | online           | 11 июля 2012 года         | 700 €    |
| 3     | Elite of Europe 2012                   | online           | 17 — 18 июля 2012 года    | $1 000   |
| 1     | League of Champions # 2                | online           | 20 июля 2012 года         | 1 000 €  |
| 1     | in2LOL King of The Hill # 4            | online           | 23 июля 2012 года         | 500 €    |
| 1     | Absolute Arena Invitational            | online           | 25 июля 2012 года         | $700     |
| 1     | Europe Challenger Circuit — Poland     | Варшава          | 29 июля 2012 года         | $15 000  |
| 1     | in2LOL King of The Hill # 5            | online           | 1 августа 2012 года       | 500 €    |
| 1     | IPL ELITE Europe                       | online           | 3 августа 2012 года       | $2 000   |
| 1     | in2LOL King of The Hill # 6            | online           | 10 августа 2012 года      | 500 €    |
| 2     | SK Pro — Trophy August 2012            | online           | 11 августа 2012 года      | $250     |
| 1     | IEM Global Challenge Cologne           | Кёльн            | 17 — 19 августа 2012 года | $40 000  |
| 3     | ESL — Major Series X                   | online           | 25 сентября 2012 года     | 1 000 €  |
| 3     | Season 2 World Championship            | Лос-Анджелес     | 10 — 11 октября 2012 года | $150 000 |
| 1     | 4PL All or Nothing                     | online           | 23 октября 2012 года      | 1 000 €  |
| 3     | Tales of the Lane                      | online           | 11 ноября 2012 года       | 5 000 €  |
| 4     | IGN ProLeague Season 5                 | Лас-Вегас        | 1 — 3 декабря 2012 года   | $3 000   |
| 1     | The Siege                              | online           | 9 — 10 декабря 2012 года  | 6 000 €  |

#### Статистика
Сводная статистика по турнирам.
| Год  | Число турниров | место | место | место | Призовые | Призовые на человека |
| 2012 | 29             | 19    | 5     | 4     | $313 350 | $62 670              |
| ---- | -------------- | ----- | ----- | ----- | -------- | -------------------- |

#### League of Legends на IEM Hannover 2012
Команда заняла первое место ни разу не побеждённой ни в одном раунде или матче. M5 вышли из группы со счетом 5—0, «всухую» прошли полуфинал и «всухую» победили в финале.
Команда показала слаженную игру и способность «вытащить» любой проигрышный матч. Например, уступая в начале матча команде Curse по количеству убийств со счетом 1—9, они успешно добились победы.
Команда поразила комментаторов, зрителей и противников использованием необычных и нестандартных тактик. В матче против китайской команды EHOME была воскрешена тактика, впервые примененная на IEM Kiev, с заменой чемпионов на верхней и нижней линиях, которая привела к сокрушительной победе. В первом раунде финального матча М5 также использовали против Dignitas новую тактику — «соло» нижняя линия и два лесника, что позволило полностью контролировать всю карту и уверенно победить со счетом 32—11 по количеству убийств.

#### Состав 2014—2015:
- Борис «Dayruin» Щербаков — AD, капитан[73];
- Вячеслав «Archie» Егоров — Support;
- Юрий «Flashinthenight» Шиленков — MID;
- Александр «Canya» Синяков — Jungle;
- Александр «Stejos» Глазков — TOP.

В августе 2014 года была возрождена M5, куда перешли киберспортсмены из команды «Russian Force», занявшие последнее 3-е место в IWCT 2014 и ранее взявшие чемпионство II сезона Звёздной серии как «Hard Random». В ноябре команда М5 прошла в финал III сезона Starseries по LoL и заняла 4-е место, выиграв $2 500 . В январе 2015 года команда М5 вышла в гранд-финал IV сезона Star Series в Киеве и заняла 2-е место, в апреле того же года команда повторила свой результат в гранд-финале Star Series в Минске.

## Dota
Текущий состав
Состав с 17 декабря 2014 года:
- Халед «sQreen» Аль Каббаш;
- Дмитрий «Slander» Жуков;
- Владимир «PGG» Аносов;
- Селим «Neqroman» Оинар;
- Виталий «zxc» Домостой.

### Бывшие игрокиDotaиDota 2
| - Сергей «ARS-ART» Ревин (8 — 29 августа 2014 года). Состав с 29 августа по ноябрь 2014 года: - Максим «Tron» Верников; - Владислав «Blowyourbrain» Морозюк; - Владимир «PGG» Аносов; - Игорь «Nexus» Лысаковский; - Иван «Vigoss» Шинкарев. Состав с 16 сентября по 1 ноября 2012 года: - Игорь «Nexus» Лысаковский; - Вадим «Sedoy» Мусорин; - Илья «STALIANER» Другов; - Алексей «Solo» Березин; - Андрей «Dread» Голубев. | Состав до 6 сентября 2012 года: - Владимир «PGG» Аносов; - Вадим «Bl00DAnGeL» Трушкин; - Айрат «Silent» Газиев; - Иван «Vigoss» Шинкарёв; - Игорь «Admiration» Калныш. | Состав на февраль 2012 года: - Сергей «God» Брагин; - Ярослав «NS» Кузнецов; - Александр «Santa» Колтан; - Иван «ArtStyle» Антонов; - Андрей «Dread» Голубев. |

### Достижения
| Место | Турнир                        | Место проведения | Дата проведения                   | Призовые          |
| 2011  | 2011                          | 2011             | 2011                              | 2011              |
| ----- | ----------------------------- | ---------------- | --------------------------------- | ----------------- |
| 1     | OSPL Spring 2011              | Алма-Ата         | 3 апреля 2011 года                | $9 150            |
| 2     | ASUS Spring 2011              | Киев             | 29 мая 2011 года                  | 45 000 рублей     |
| 5-6   | The International 2011        | Кёльн            | 19 — 21 августа 2011 года         | $35 000           |
| 1     | Intel Challenge Super Cup # 9 | Киев             | 08 октября 2011 года              | $3 000            |
| 3     | Dota 2 Star Championship      | Киев             | 8 — 11 декабря 2011 года          | $3 500            |
| 2012  |                               |                  |                                   |                   |
| 2     | SLTV StarSeries I             | Киев             | 27 — 29 апреля 2012 года          | $3 000            |
| 1     | joinDOTA Masters X 2012       | online           | 06 — 07 июля 2012 года            | 500 €             |
| 3     | SLTV StarSeries II            | Киев             | 14 — 15 июля 2012 года            | $2 500            |
| 13-16 | The International 2012        | Сиэтл            | 26 августа — 2 сентября 2012 года | нет               |
| 1     | WCG Russia 2012               | Москва           | 12 — 13 октября 2012 года         | Квота на WCG 2012 |
| 2014  |                               |                  |                                   |                   |
| 1     | GIGABYTE Challenge #7         | online           | 28 — 30 августа 2014 года         | 1 500 €           |
| 1     | HyperX Trilogy                | online           | 22 декабря 2014 года              | $7 000            |
| 2015  |                               |                  |                                   |                   |
| 1     | MCS Open Finals               | Москва           | 11 января 2015 года               | $7 950            |

#### Статистика
Сводная статистика по турнирам.
| Год       | Число турниров | место | место | место | Призовые | Призовые на человека |
| 2011—2012 | 11             | 5     | 2     | 2     | $60 100  | $12 020              |
| 2011      | 5              | 2     | 1     | 1     | $52 100  | $10 420              |
| 2012      | 5              | 2     | 1     | 1     | $6 200   | $1 240               |
| 2014      | 1              | 1     | 0     | 0     | $1 800   | $360                 |
| --------- | -------------- | ----- | ----- | ----- | -------- | -------------------- |

## Point Blank
Состав коллектива Moscow Five Point Blank:
- Иван «John_K» Кузнецов;
- Олег «z1» Коновин;
- Виталий «FreeD» Попов;
- Александр «Tuwkan» Карпачев;
- Владислав «LutiyFarsh1k» Бондарь;
- Даниил «Johnny» Савостин.

## Об игроках

### Игроки Counter-Strike
- В 2011 году киберспортивный портал HLTV.org составил список топ 20 игроков года, в этом списке капитан и координатор команды Moscow Five Эдуард «ed1k» Иванов занял 12 место, а Михаил «Dosia» Столяров — 19 место[92][93].
- В 2012 году два игрока команды Moscow Five: Михаил «Dosia» Столяров и Роман «hacker» Абрамов представляли сборную России на Clan Base NationsCup XV, где российская команда заняла 3—4 место[94].

### Игроки League of Legends
- Алексей «Alex Ich» Ичетовкин — игрок в League of Legends. Выступает за Moscow Five c 2011 года. Обладатель титула чемпиона мира 2012 года по версии Intel Extreme Masters[95].
- Евгений «Darien» Мазаев — является не только отличным игроком на солотопе, но и ключевым мемогенератором команды. Выступает за Moscow Five c 2011 года. Обладатель титула чемпиона мира 2012 года по версии Intel Extreme Masters.

## Интересные факты
- Сумма призовых за первый квартал 2012 года у дивизиона М5.League of Legends составила $63 760[96].
- Киберспортивный портал HLTV.org опубликовал рейтинг 10 мировых команд по состоянию на октябрь 2011 года. Команда Moscow Five заняла в рейтинге 7 строчку[97]. По состоянию на ноябрь того же года команда вошла в TOP5, поднявшись на две позиции[98].